# Ernst Umhauer
Ernst Umhauer (ur. 2 grudnia 1989) – francuski aktor.

## Życiorys
Umhauer otrzymał imię na cześć niemieckiego malarza, Maxa Ernsta. Jego ojciec był fotografem.
Uczył się aktorstwa, od 2009 występował w filmach krótkometrażowych. Otrzymał drugoplanową rolę w obrazie Mnich z 2011.
W 2012 François Ozon powierzył mu główną rolę w filmie U niej w domu. Za rolę Claude'a Garcii, 16-letniego, błyskotliwego chłopca, Umhauer otrzymał Nagrodę Lumières oraz nominację do Cezara dla najbardziej obiecującego aktora.

## Filmografia
- 2009: Le Cri (film krótkometrażowy)
- 2011: Mnich (Le Moine) jako nowicjusz
- 2012: U niej w domu (Dans la maison) jako Claude Garcia